# Willem Johan van Blommestein
Willem Johan van Blommestein [ˈʋiləm jɔˈɦɑn fɑn ˈblɔməstɛin] (* 15. Mai 1905 in Surakarta auf Java, Niederländisch-Indien; † 11. August 1985 in Eemnes, Niederlande) war ein niederländischer Wasserbauingenieur, der an vielen Projekten mitarbeitete: für die FAO in Sumatra, Thailand (Aufstau des Mekong), im Grenzgebiet von Indien und China (Energiegewinnung am Brahmaputra), West-Suriname (Kanäle und Pumpstationen) und Ost-Suriname (Blommesteinsee), Venezuela (Stauseen und Energiegewinnung im Auftrag der Weltbank).

## Leben und Werk in Java
Willem Johan wurde als uneheliches Kind von Alexandrina Helena van Blommestein, die als Kindermädchen tätig war, geboren. Kurz nach seiner Geburt wurde er vom Bruder seiner Mutter adoptiert. Nach der Heirat seiner Mutter 1914 wuchs er im Haushalt seines Stiefvaters in Purworejo auf. Dank eines Stipendiums der Zuckerfabrik, bei der sein Adoptivvater beschäftigt war, konnte er die höhere Bürgerschule (HBS), einen Vorläufer des Gymnasiums, in Bandung absolvieren. Anschließend studierte er von 1924 bis 1928 an der Technischen Hochschule, die er mit einem Ingenieurdiplom abschloss.
1928 trat van Blommestein in den Dienst der Niederländisch-Indischen Wasserbaubehörde ein und arbeitete in West- und Mittel-Java als Ingenieur. 1929 heiratete er Louise van Polanen Petel, die Tochter eines wohlhabenden Bediensteten in der Zuckerindustrie von Java. Die Familie hatte ihren Wohnsitz in Purworejo, wo auch 1931 und 1934 die beiden Söhne geboren wurden.
Ausgestattet mit einem Stipendium der Wasserbaubehörde, zog van Blommestein mit seiner Familie 1936 nach Europa, um sich für ein Jahr in München und Karlsruhe in seinem Fach weiterzubilden. Er beschäftigte sich hier vor allem mit Wasserkraft und Turbinen. Nach seiner Rückkehr in Java erhielt er eine gehobene Stellung bei der Provinzialen Wasserbaubehörde von Mittel-Java in Semarang. Hier war er an der Planung und Ausführung eines Bewässerungssystems von 20.000 Hektar Landfläche im Serajugebiet befasst.
Als Abschluss seines Aufbaustudiums in Europa promovierte er am 30. Mai 1939 cum laude an der Technischen Hochschule von Bandung mit einer Studie über ein neues Pumpsystem für die Be- und Entwässerung in Niederländisch-Indien.
Nachdem die Japaner 1942 Niederländisch-Indien im Zweiten Weltkrieg besetzt hatten, wurde Blommestein interniert. Nach kurzer Zeit konnte er jedoch unter der japanischen Besatzung in seinem Arbeitsgebiet weiter wirken. Nach der Kapitulation von Japan wurde er 1946 zum Leiter der Abteilung Bewässerung und Drainage des Departements von Wasserbau und Wiederaufbau ernannt.
1948 publizierte er einen wasserbaulichen Wohlfahrtsplan für West-Java. Dieser beinhaltete die Verbesserung unterschiedlichster Gebrauchsfunktionen wie Bewässerung, Drainage, Trockenlegung von Gebieten, Trinkwasserversorgung, Elektrizitätsgewinnung, Schifffahrt, Industrie, Wasserversorgung, Fischerei und die Spülung der Grachten von Batavia. Beweggrund für den Plan war die
damalige schlechte Ernährungssituation, mit verursacht durch den raschen Bevölkerungsanstieg. Durch die angestrebte Verbesserung des Wasserhaushaltes sollte nicht nur die Reisproduktion auf Java, sondern auch die ökonomische Situation der Insel verstärkt werden. Erst 1957 sollte mit der Umsetzung des Planes ein Anfang gemacht werden.

## Internationale Aufgaben
1949 reiste die Familie van Blommestein erneut nach Europa und nahm in Den Haag ihren Wohnsitz. Er sollte nicht mehr in sein Geburtsland zurückkehren. Wegen seiner niederländischen Herkunft konnte er im nun unabhängigen Indonesien keine höhere Position in der indonesischen Wasserbaubehörde mehr bekleiden. In den Niederlanden entwickelte er für das koloniale Suriname u. a. den „Brokopondoplan“. Dieser hatte zum Ziel, einen großen Wasserspeicher und Kraftwerke vor allem zur
Bauxitverarbeitung anzulegen.
Im Auftrag der Ernährungs- und Landwirtschaftsorganisation (FAO) ging er von 1951 bis 1959 nach Ostpakistan (heute Bangladesch). Er machte hier Pläne für den Schutz des Landes vor Stürmen, Zyklonen und Überschwemmungen im Delta des Brahmaputra und Ganges: für bewegliche Stauwerke mit Wasserkraftturbinen unter Wasser, einen Kanal zwischen
zwei Flüssen, einen Seedeich mit Schleusen, Stauwerke, Pumpstationen, Polder und verschiedene Bewässerungssysteme. Dieses Projekt sollte drei Reisernten pro Jahr ermöglichen und darüber hinaus den ständigen Überflutungen ein Ende machen. Das Vorhaben ist später umgesetzt worden.
Es folgten wechselnde Arbeiten und Wohnorte im Dienst der FAO. 1964 wurde er Berater der Regierung von Suriname und blieb es bis 1970. Hier entstand sein bekanntestes Werk, der Prof.-Dr.-Ir.-W.-J.-van-Blommestein-See, den er mitprojektierte und der nach ihm benannt ist. Der Staudamm wurde von 1960 bis 1964 als Teil des Brokopondoplans gebaut. Der Stausee ist der größte See Surinames und wird von einem 1913 m langen und 54 m hohen Staudamm aufgestaut. Dieser
Stausee zählt mit maximal 1560 km² Wasserfläche zu den großen der Erde. Blommestein wohnte in dieser Zeit mit seiner Frau in Paramaribo.
Nach seiner Pensionierung 1970 zog er in die Niederlande, erst nach Rijswijk, dann 1977 nach Voorburg, und nach dem Tod seiner Frau 1979 nach Eemnes. Er blieb auch nach seiner Pensionierung aktiv. Im Alter von 74 Jahren arbeitete er 1979 wieder am Wohlfahrtsplan für West-Java: Wasserversorgung und Bewässerung von Java sowie der benachbarten Insel (Madura), Wasserspeicher, Kanäle und Pumpstationen, Hochwasserschutz in Djakarta und Ausbau des Hafens.